# Амос Дов Сільвер
Амос Дов Сільвер (англ. Amos Dov Silver, нар. 15 жовтня 1984, Цфат) — ізраїльський бізнесмен, активіст за легалізацію продажу марихуани, власник сайту «Telegrass», найбільшого онлайнового майданчика з продажу марихуани. Громадянин Ізраїлю та США.

## Життєпис
Народився 15 жовтня 1984 року в Цфаті, що на півночі Ізраїлю в сім'ї ультраоортодоксальних юдеїв (харедім). В Єрусалимі навчався в єшиві, єврейському вищому релігійному навчальному закладі, де вивчав Усний Закон, головним чином Талмуд).
1999 року, у 15-річному віці влаштувався на роботу в Єрусалимі, почав палити марихуану. Згодом згадував, що марихуана допомогла йому «стабілізувати життя».
У січні 2012 року Амоса було примусово госпіталізовано до психіатричної лікарні на п'ять днів після того, як він заявив психіатру, що курив марихуану під час управління авто. Того ж року його затримали за вирощування канабісу вдома, він отримав 9 днів домашнього арешту. Згодом того ж року Сільвера було засуджено до 9 місяців ув'язнення за продаж марихуани, з яких він відбув у в'язниці сім.
Згодом Сільвер стверджував, що курив марихуану під час служби в армії, перебуваючи на військовій базі.
2014 року організував у Єрусалимі мітинг за легалізацію марихуани, в якому брало участь близько тисячі осіб. Продаж марихуани він називає «ідеологічною діяльністю».

## Telegrass
Амос є організатором мережі «Telegrass», що займалась продажем марихуани та психоделіків — MDMA та галюциногенних грибів. Мережа охоплювала понад 200 тисяч осіб, в основному в Ізраїлі. Як стверджують правоохоронці, компанія мала філіали Південній та Північній Америці, США, Азії та Африці.
Спершу для зв'язку між продавцями і покупцями канабісу Амос використотовував свою сторінку в Facebook, згодом ця ідея переросла в повноцінну платформу з торгівлі канабісом. У березні 2017 року з цієї ідеї Амос створив успішний проєкт «Telegrass».
«Telegrass» працював як канал у Telegram, що містив підканали, які відповідали за продаж марихуани в населених пунктах Ізраїлю чи інших країн. Інші підгрупи були присвячені обговоренню легалізації та інших питань. У географічних підгрупах системи дилери викладали фото продукції, різних штамів канабісу та гашишу. Деякі групи відповідали за продаж психоделічних наркотиків, дискусії та огляди, де користувачі залишали відгуки про якість товарів та послуг. Мережу обслуговувало близько 1,300 продавців, а сумарно мережа нараховувала до 250 тисяч споживачів.
Амоса заявляв, що система працює автономно, а весь прибуток він отримує виключно як добровільну допомогу та подяку від адміністраторів. Деякі з дилерів намагались пропонувати покупцям розплачуватись інтимними фотографіями або стосунками, але ці дії жорстко заборонялись.
В Ізраїлі є дуже велика кількість споживачів канабісу, країна посідає одне з перших місць за співвідношеням споживачів канабісу до кількості населення. Діяльність системи різко обвалила ціни на канабіс в Ізраїлі. Якщо 2017 року, перед створенням «Telegrass», 1 г канабісу продавався в Ізраїлі за ціною 28—33$ (100—120 шекелів), то 2019 року, після двох років з моменту заснування «Telegrass», 10 г канабісу коштували менше 166 $ (600 шекелів).
Ізраїль дозволив експорт медичного канабісу, але його виробництво та продаж для рекреаційних цілей досі лишаються кримінальними злочинами. 2017 року Міністерство громадської безпеки частково декриміналізувало рекреаційне використання марихуани, встановивши штрафи замість кримінальних процедур.
Як заявив Амос, система продовжить існувати навіть після його арешту.

### Перевірка користувачів
Щоразу, коли до системи намагався приєднатись новий продавець, його перевіряли адміністратори. У перевірку входило вивчення записів у соцмережах з 5 років. Адміністратор мав заповнити анкету про марихуану, де розказати про власний досвід вирощування чи торгівлі та пояснити свою мотивацію.
Сільвер використовував особливість прихованих агентів. Згідно правил, агент не може використовувати свої справжні дані, отже дослідження соцмереж допомагало фільтрувати поліцейських.
При реєстрації нових покупців їх просили назвати справжнє і'мя, надіслати фото, скани документів та посилання на сторінки у соцмережах. Для розрахунків використовувались криптовалюти, зокрема, біткойн, де важко відслідковувати кінцевих учасників транзакцій.

### Арешт в Україні
В березні 2019 року Амоса було заарештовано в Україні. До цього він постійно жив у США через побоювання арешту в Ізраїлі. Затримання Амоса кілька років готували правоохоронці багатьох країн світу. Згодом ЗМІ написали, що Амос почав співпрацю з правоохоронцями.
У квітні 2019 року прокуратура України написала звинувачувальний акт проти 27 осіб щодо ймовірної причетності до «Telegrass». Поліція затримала 42 підозрюваних в Ізраїлі, США, Україні та Німеччині.
10 березня Сільвер написав у Facebook, що купив в Києві через «Telegrass» 10 г марихуани. 12 березня він завантажив відео, де говорив про розвиток проєкту. Того ж дня його заарештували, а в будинок Амоса в Нью-Йорку приїхало 40 агентів поліції, допитавши його дружину. Під час рейду поліціянти вилучили 200 г канабісу. Кримінальна справа проти Амоса в США загрожує йому ув'язненням на 4 роки та штрафом у 5000$.
Після арешту Амоса в Києві він записав відео в поліцейській машині і виклав його на YouTube. У відео він розказав про арешт, і що вночі ізраїльська поліція увірвалась до кімнати Амоса в готелі. Сільвер зміз записати відео в той момент, поки поліціянти вийшли покурити, не помітивши, що затриманий має при собі свій смартфон. Сільвера згодом було доправлено до Лук'янівської в'язниці.
Рей Кастільйо, прес-аташе посольства США в Україні, двічі відвідував Амоса у в'язниці. Очікувалось, що Сільвера буде екстрадовано до США, але натомість було вирішено провести екстрадицію до Ізраїлю.

### Екстрадиція
До серпня він очікував на екстрадицію. 15 серпня він втік прямо з летовища Бориспіль. Після проходження паспортного контролю з Амоса зняли електронний браслет, після чого він зайшов до магазину й зник. Спочатку Держприкордонслужба спростувала дані ізраїльських ЗМІ про втечу Сільвера. Керівник прес-служби Андрій Демченко заявив, що той не проходив контроль.
У допомозі Амосу було звинувачено співробітників СБУ, яких було відсторонено від роботи для проведення розслідування. Згодом СБУ повідомила про арешт втікача в Умані, що на Черкащині.
Вночі проти 18 серпня Амоса врешті було екстрадовано до Ізраїлю.

## Сім'я
- Брат Давид Сільвер працює розробником в ізраїльському офісі Apple в Хайфі[14].
- Дружина Ґалі, з якою Амос має дитину.